# Скрытый
Скры́тый — небольшой остров в Восточно-Сибирском море, является частью островов Анжу в составе Новосибирских островов. Территориально относится к Республике Саха, Россия.
Остров расположен у северного берега полуострова Земля Бунге, в губе Драгоценной. Имеет удлинённую с северо-запада на юго-восток форму. Низменный, максимальная высота достигает всего 7 м. Несколькими протоками разделён на небольшие участки суши. В расширениях этих проток находятся мелкие внутренние озёра. Эта речная сеть создаёт заболоченную местность примерно на половине территории острова. Кроме крайнего северо-запада, остров ограничен обширными отмелями и полосами осушки.
Постоянного населения на острове нет. Согласно административно-территориальному делению России остров находится на территории Булунского улуса Якутии.